# زیمزلن
زیمزلن (به بلغاری: Zimzelen) یک منطقهٔ مسکونی در بلغارستان است که در شهرستان کاردژالی واقع شده‌است.